# 청주 김씨
청주 김씨(淸州 金氏)는 충청북도 청주시를 본관으로 하는 한국의 성씨 관향이다. 아무리 본관(本貫)을 같이 하면서도 시조를 달리 하는 세 계통이 있다.

## 역사
청주 김씨(淸州 金氏)는 신라 경순왕 김부(新羅 敬順王 金傅)의 후손으로 청주(淸州)를 본관(本貫)을 같이 하면서도 시조를 달리 하는 세 계통이 있다. 이 세 계통에 대해 정확하게 상고할 만한 문헌이 없다.

### 김보(金甫) 계
시조 김보(金甫)는 신라 경순왕 김부(新羅 敬順王 金傅)의 후예로 고려에서 대호군(大護軍)을 거쳐 상락백(上洛伯)에 봉해지고, 청주(淸州) 구봉산(九峰山) 밑에 은거하여 살게 되면서, 후손들이 그를 시조로 하고 청주를 본관으로 하여 세계를 이어오고 있다.
일설에 그는 경순왕의 6자(六男)라는 청주군 김정(淸州君 金錠)의 10세손이라 하며, 또는 경순왕 8자(八男)라는 강릉군 김건(江陵君 金鍵)의 후예라 하는 바, 이러한 문제를 해결할 정확한 문헌이 없다.
그는 슬하에 김예(金藝), 김록(金菉), 김양(金蘘)의 3형제를 두었는데, 큰 아들 김예(金藝)가 함경도 북청(北靑)에 입향 하면서 후손들이 그곳에서 세거하게 되었다. 차자 김록(金菉)의 손자 김인(金麟)이 조선조에 출사하여 의정부도승지(議政府都承旨)를 거쳐 좌찬성(左贊成)에 재직할 때 직간(直諫)하다 무함(誣陷)을 입어 장흥도호부사(長興都護府使)로 출보(出補)되어 호남족(湖南族)의 중시조(中始祖)가 되었다.

### 김하통(金夏通) 계
시조 김하통(金夏通)은 신라 경순왕 김부(新羅 敬順王 金傅)의 후손으로 삼별초(三別抄)를 진압했던 구 안동 김씨의 중시조 김방경(金方慶)의 6세손이다. 할아버지는 김천(金薦)이며, 아버지는 김사의(金士儀)로 고려 말 벼슬을 지냈는데 조선이 개국되자 불사이군의 충절로 관직을 버리고 청주(淸州)에 은거하였다. 그 후 아들 김하통(金夏通)이 함경도(咸鏡道) 함흥(咸興)으로 이주하여 세거(世居)함으로써 후손들이 김하통(金夏通)을 시조로 하고 선조의 원향지(原鄕地)인 청주(淸州)를 본관(本貫)으로 세계(世系)를 이어오고 있다.

### 김사지(金四知) 계
시조 김사지(金四知)는 신라 경순왕 김부(新羅 敬順王 金傅)의 7자(七男)라는 언양군 김선(彦陽君 金鐥)의 15세손(언양 김씨 족보에는 18세손으로 기록되어 있음)으로 청주(淸州)에 토착한 토족이다. 그는 문과에 급제 후 좌랑(佐郞)·전적(典籍)을 거쳐 연산군 때 참의(參議)에 이르렀다. 그러나 무오사화 때 함경도(咸鏡道) 홍원(洪原)으로 유배되어 살게되면서 후손들이 김사지(金四知)를 시조로 하고 조상의 전 세거지(世居地)인 청주(淸州)를 본관(本貫)으로 하여 세계(世系)를 이어오고 있다.

## 과거 급제자
조선 시대 문과 급제자 8명, 무과 급제자 87명을 배출하였다.

## 고려 왕실과의 인척 관계
- 고려 혜종 제3비 청주원부인(淸州院夫人)
- 고려 정종 제3비 청주남원부인(淸州南院夫人)

## 조선 왕실과의 인척 관계
- 조선 세종 후궁 신빈 김씨

## 인구
- 1985년 6,430가구 26,524명
- 2000년 9,161가구 29,198명
- 2015년 33,681명